# Géographie de l'Aisne
La géographie de l'Aisne est le résultat de l'addition de plusieurs régions naturelles réunies pour des besoins administratifs.

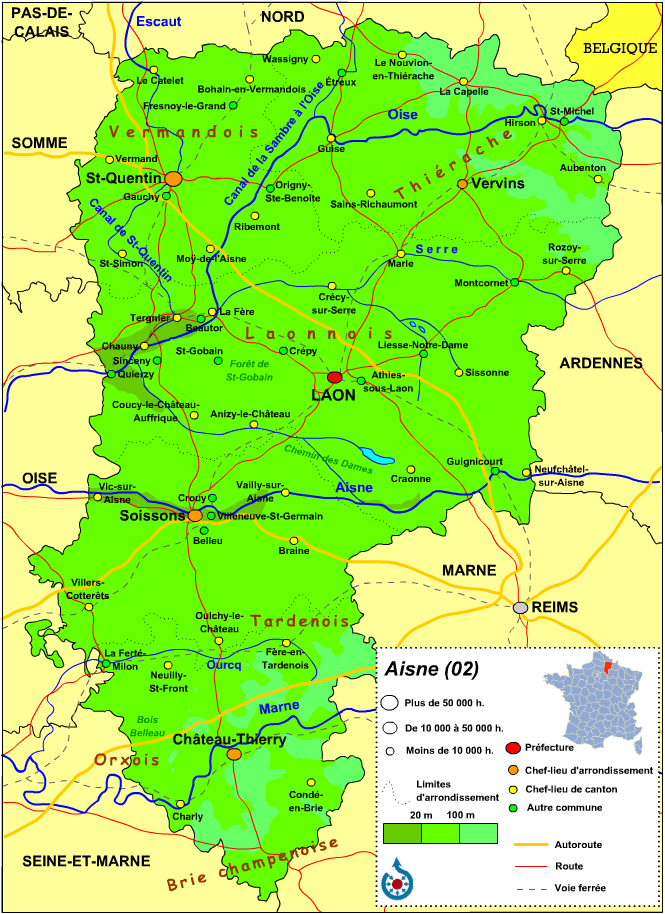
Carte de l'Aisne

## Description
Le Sud est marqué par les plateaux de la Brie et de l'Omois, entaillés profondément par la vallée de la Marne (encaissement de plus de 150 mètres). Le Soissonnais est caractérisé par ce même type de reliefs avec des bas-plateaux, mais avec des dénivellations moindres (l'Aisne est encaissée de 100 mètres environ). C'est l'un de ces bas-plateaux, le Chemin des Dames, qui fut le lieu de batailles terribles de la Première Guerre mondiale. Le point culminant du département, à 295 m, est situé à Watigny, non loin de la frontière belge.
Dans ces régions, les plateaux sont cultivés par des productions intensives (betteraves, pommes de terre) alors que les versants sont boisés ou couverts de vignes. On trouve également au sud-ouest, la forêt de Retz autour de Villers-Cotterêts.
Entre Soissons et Laon, se trouve la côte d'Île-de-France, relief de cuesta typique du bassin parisien qui marque le début d'une grande plaine vers le nord. On trouve quelques butte-témoins du recul de cette côte, notamment dans la forêt de Saint Gobain ou sur le site de la ville de Laon. La plaine s'étend vers le nord avec les mêmes cultures que celles du sud, mais sans vallée marquée, l'Oise y est le principal cours d'eau. Cette plaine du Laonnois fait la jonction entre le Santerre à l'ouest et la plaine champenoise à l'est.
À partir de la région de Vervins, on change radicalement de paysage en arrivant en Thiérache qui marque les premiers contreforts du massif ardennais. Le paysage de bocage très vert avec des terrains imperméables et des collines boisées fait davantage penser à la Normandie qu'à la Picardie.
Le point culminant du département se situe au Nord-est d'Hirson dans la forêt domaniale de Saint-Michel au lieu "La Réserve" près de la frontière belge à 289 m d'altitude.

Paysages de l'Aisne :
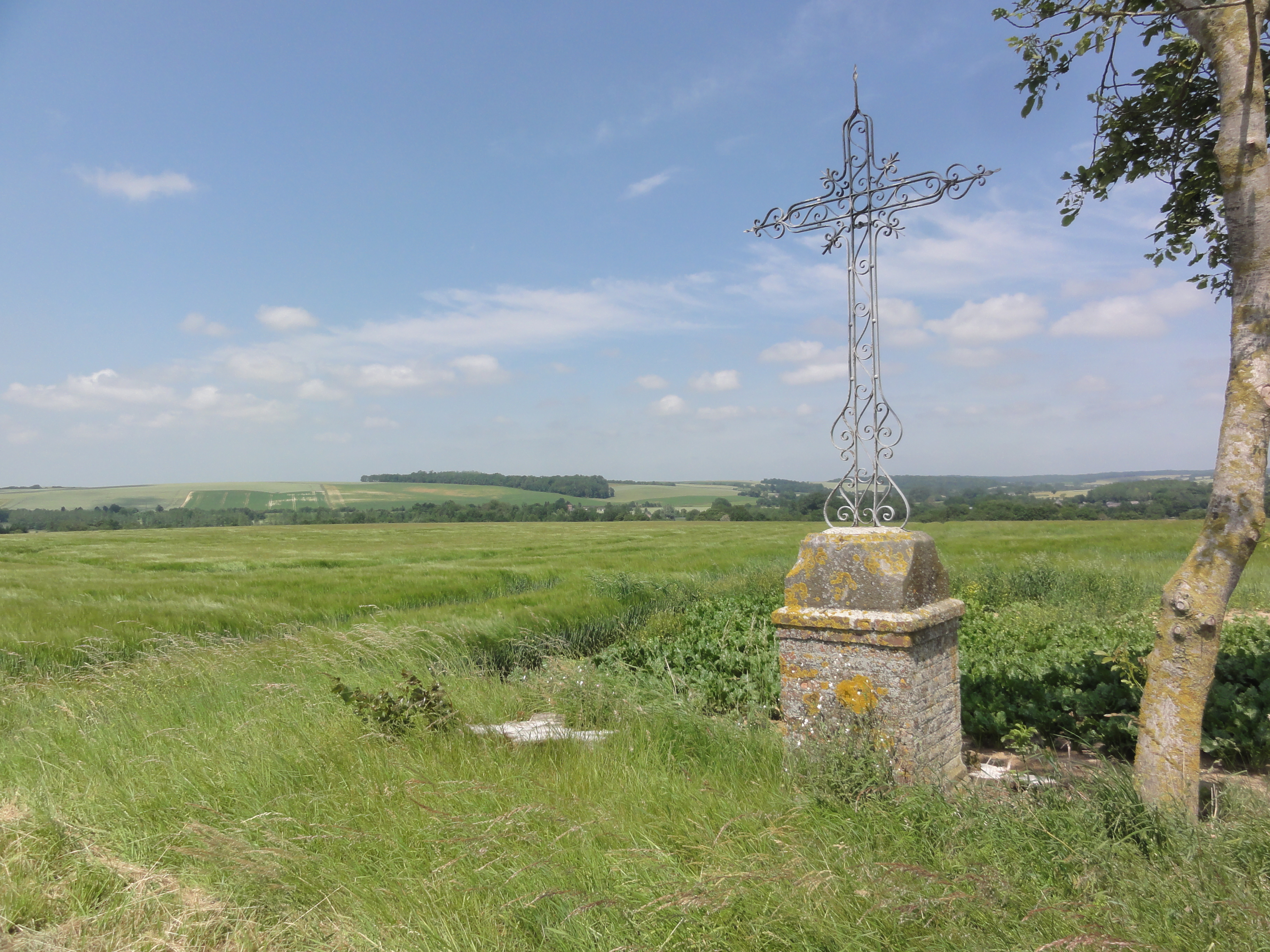
Rogny, dans le nord-est.
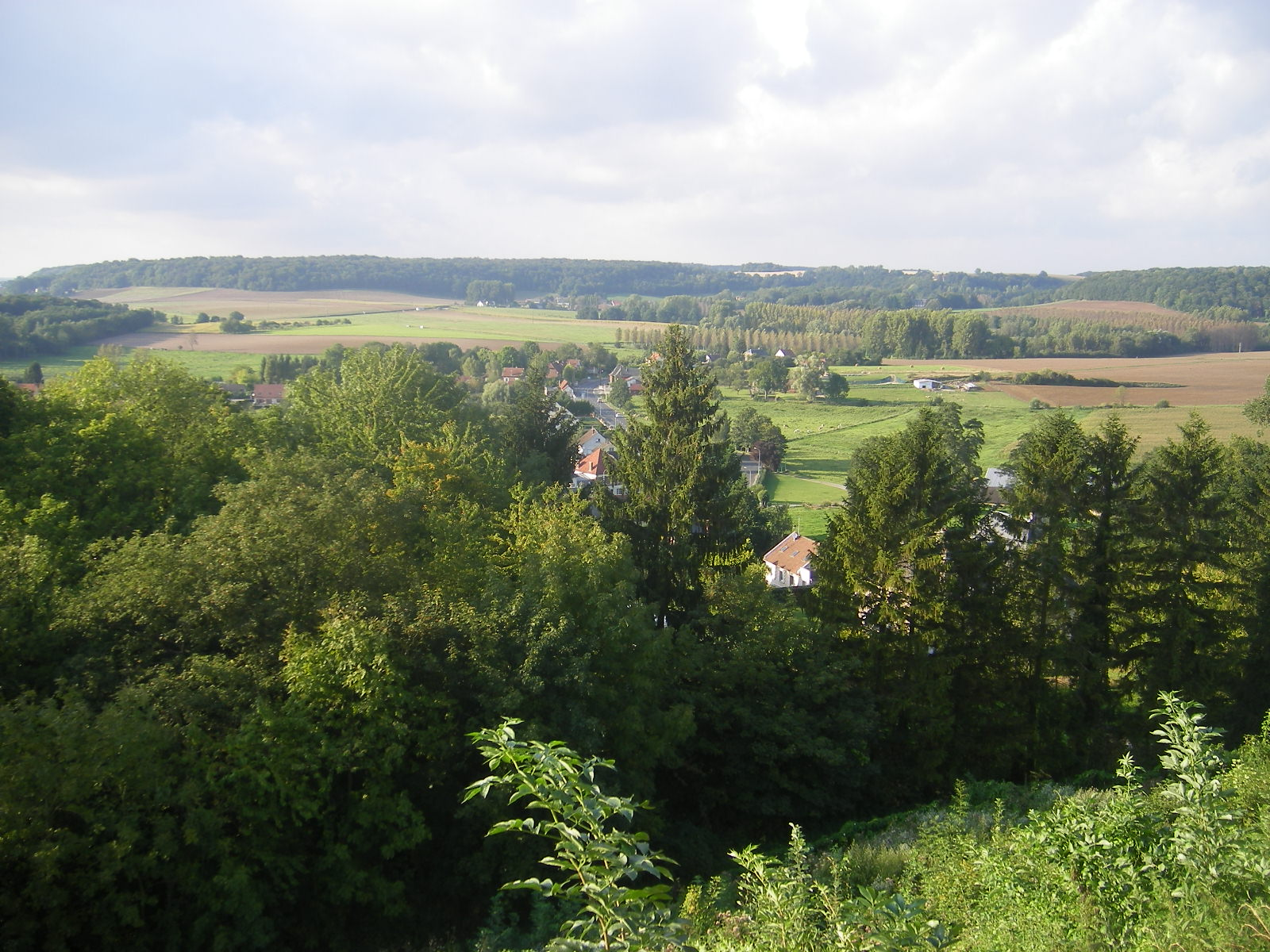
Coucy-le-Château-Auffrique, dans le centre-ouest.
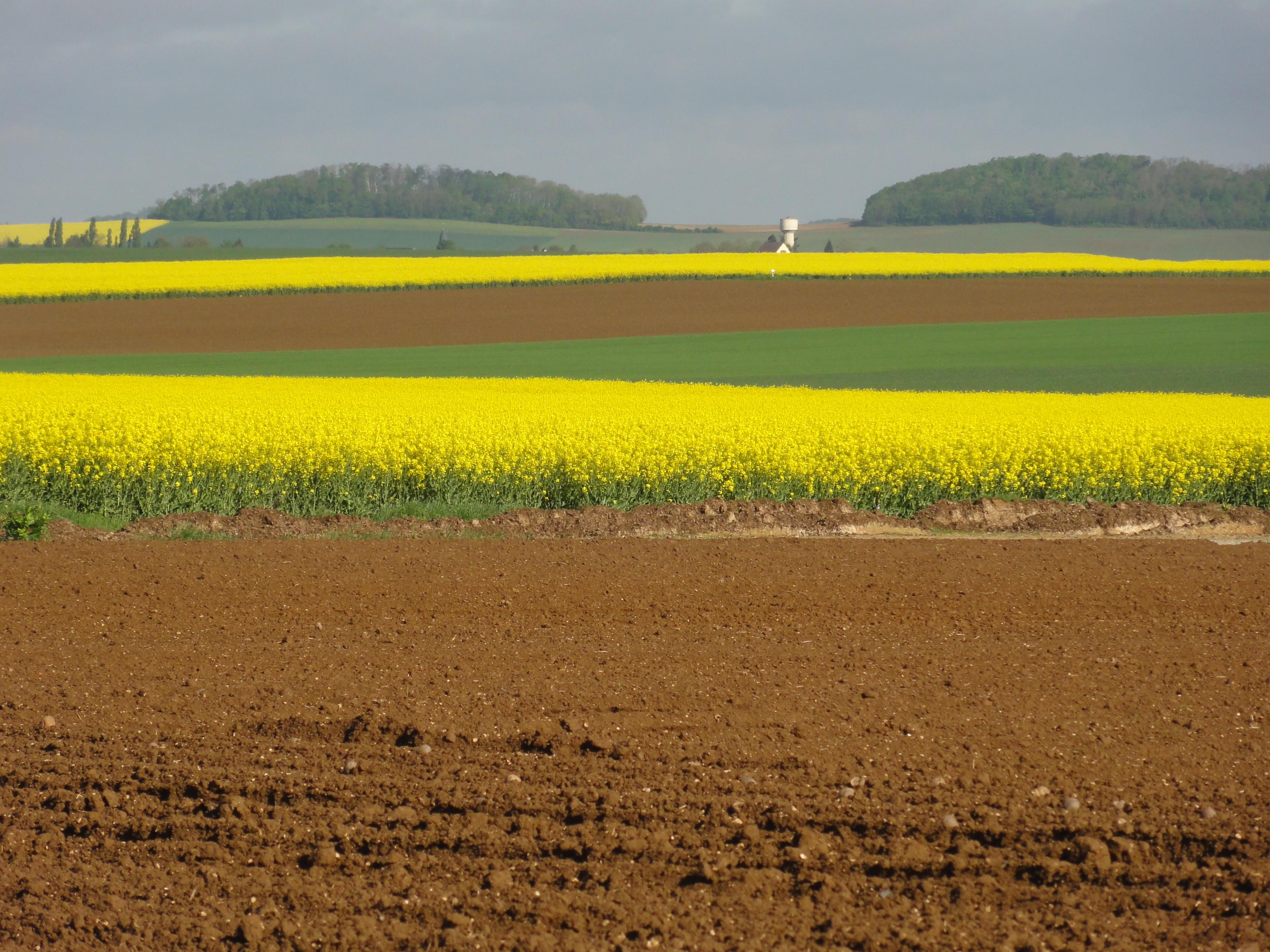
Monceau-le-Waast, dans le centre.
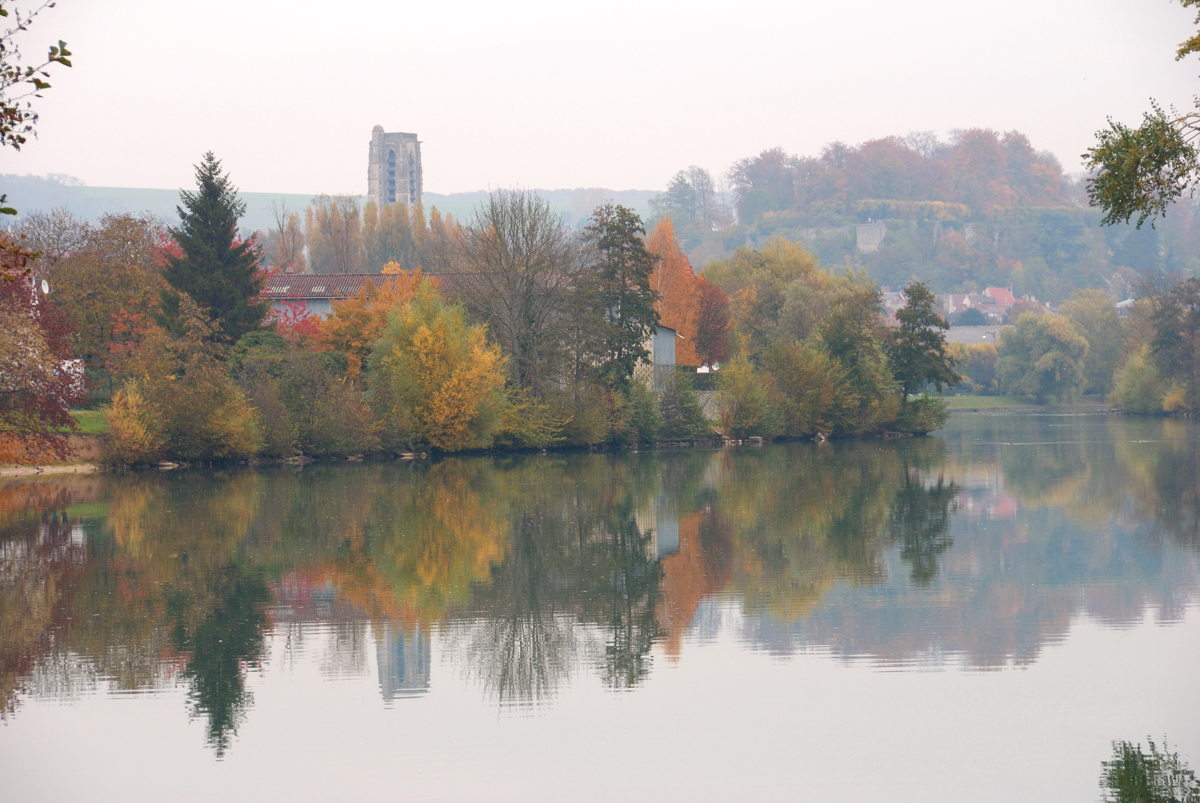
Château-Thierry et la Marne, dans le sud.

### Climat
Océanique dégradé frais et humide. Le niveau des précipitations est dans la moyenne nationale, cependant l’ensoleillement et les températures moyennes sont parmi les plus faibles de France.
Pour la ville de Saint-Quentin (98 m), les valeurs climatiques de 1961 à 1990 sont :
| Mois                              | jan. | fév. | mars | avril | mai  | juin | jui. | août | sep. | oct. | nov. | déc. | année |
| --------------------------------- | ---- | ---- | ---- | ----- | ---- | ---- | ---- | ---- | ---- | ---- | ---- | ---- | ----- |
| Température minimale moyenne (°C) | 0    | 0,4  | 2,2  | 4,2   | 7,6  | 10,3 | 11,9 | 11,8 | 9,8  | 7    | 3    | 0,9  | 5,7   |
| Température moyenne (°C)          | 2,3  | 3,4  | 5,8  | 8,6   | 12,3 | 15,2 | 17,1 | 17,1 | 14,6 | 10,8 | 5,9  | 3,2  | 9,7   |
| Température maximale moyenne (°C) | 4,6  | 6,3  | 9,4  | 13    | 17   | 20,1 | 22,3 | 22,3 | 19,4 | 14,7 | 8,7  | 5,6  | 13,6  |
| Précipitations (mm)               | 57,1 | 47,5 | 57,1 | 50,2  | 63   | 66,2 | 59,5 | 51,6 | 56,7 | 59,1 | 68,1 | 61,1 | 697,1 |

#### Ensoleillement
Pour la ville de Saint-Quentin, les valeurs d'ensoleillement de 1961 à 1990 (en nombre d'heures) sont :
| Mois          | Jan  | Fev  | Mar   | Avr   | Mai | Jui   | Jui   | Aou   | Sep   | Oct   | Nov  | Dec  | Année  |
| ------------- | ---- | ---- | ----- | ----- | --- | ----- | ----- | ----- | ----- | ----- | ---- | ---- | ------ |
| Saint-Quentin | 50.4 | 83.5 | 119.6 | 166.8 | 205 | 209.7 | 219.3 | 205.8 | 161.6 | 118.9 | 69.9 | 47.5 | 1658.2 |

## Voisinage et formation

### Situation
Elle est entourée par les départements du Nord, de la Somme, de l'Oise, de Seine-et-Marne, de la Marne et des Ardennes ainsi que par la Belgique.
Sa création en 1789 rassemble des pays issus des provinces de Picardie (Vermandois, Thiérache, Laonnois, Soissonnais, Valois) et de Champagne (Brie). Avant 1789, ces territoires étaient alors partagés entre trois gouvernements militaires à savoir ceux de Picardie, d'Île-de-France et de Champagne, certains pays picards ayant été détachés du gouvernement de Picardie pour être rattachés à celui d'Île-de-France. Le nord du département est tourné vers Lille et Amiens, tandis que des villes comme Château-Thierry sont tournées vers Reims. Une partie du département bénéficie de la proximité parisienne.

### Citation
« On fit avec des rognures de la Picardie, de la Thiérache, de la Champagne et de l'Île-de-France, un département de forme bizarre et d'amalgame particulièrement composite, et on lui donna le nom de la plus belle rivière qui le traverse : l'Aisne. » (Gabriel Hanotaux)

## Description

### Agglomérations
Préfecture : Laon.
Autres villes importantes : Tergnier, Chauny, Hirson, Villers-Cotterêts,
Saint-Quentin, Soissons.

### Agriculture
La ville de Laon forme un pivot : au sud du département, les zones boisées sont nombreuses ; au nord de la préfecture commencent les champs de betteraves, dont la crise de production des années 1970 marqua le déclin local. L'élevage ovin et bovin est également pratiqué dans de verts pâturages.

### Hydrographie
- Cours d'eau

Les principaux cours d'eau de l'Aisne sont l'Aisne, la Marne, l'Ourcq, la Vesle, la Somme, l'Oise, la Serre.
- Lac